# Alkaid

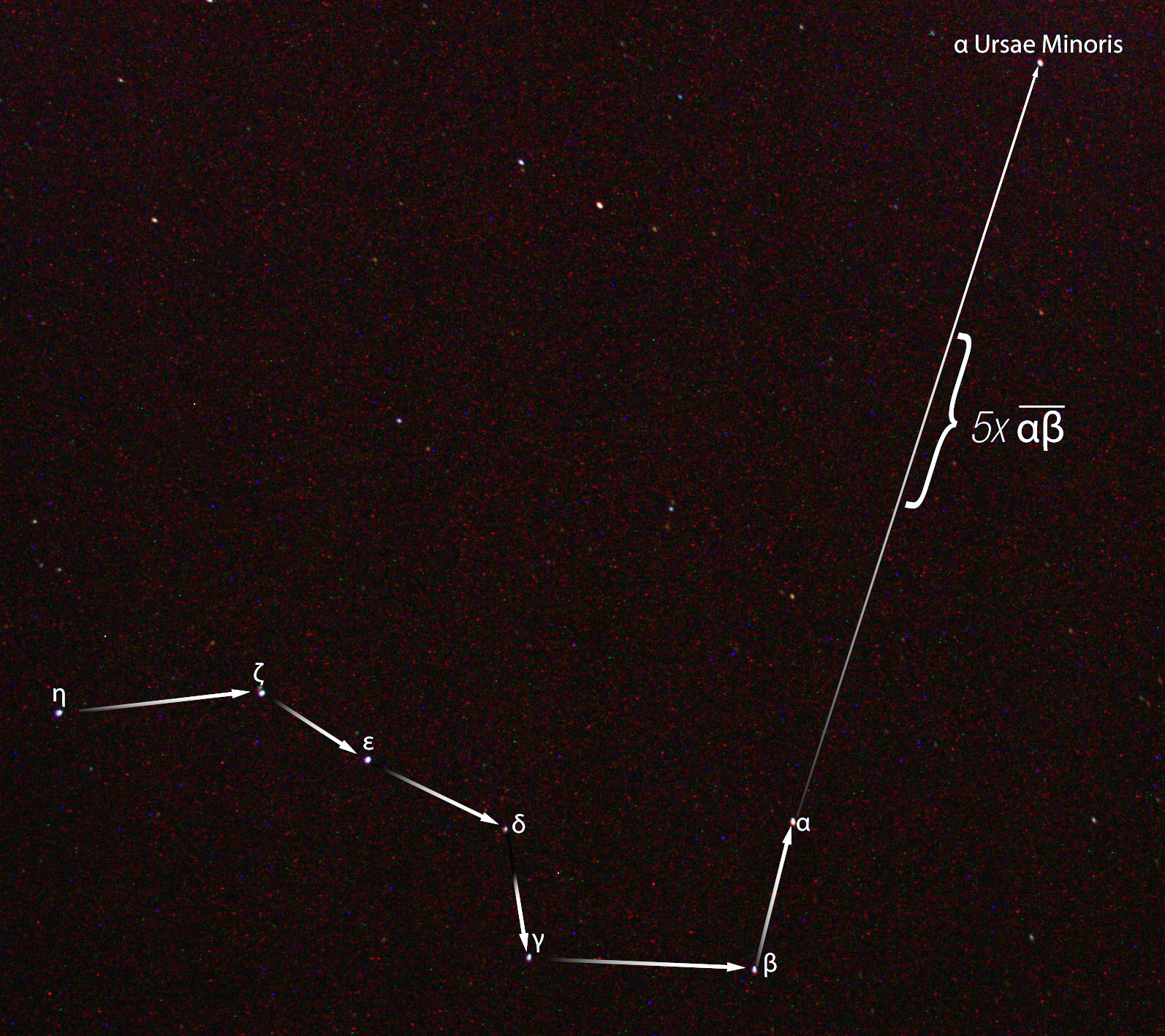
Alkaid a la constel·lació Ursa Major

Benetnasch o Alkaid (Eta de l'Ossa Major / η Ursae Majoris) és la tercera estrella més brillant de la constel·lació de l'Ossa Major (Ursa Major), darrere d'Alioth (Èpsilon de l'Ossa Major) i Dubhe (Alfa de l'Ossa Major). De magnitud aparent +1,85, està situada a la part més oriental de la constel·lació, al final de la «cua» de la «ossa».

## Noms
η Ursae Majoris és coneguda per diversos noms. Alkaid, Alca o Elke procedeixen de l'àrab Al-Qa'id, que fa referència a «la primera de les donzelles de dol»; aquestes són Benetnasch o Alkaid, Mizar i Alioth, que representen «ploraneres» al voltant d'un fèretre o taüt.
Benetnasch o Benetnash són noms provinents de l'àrab Ka'id Banat al Na'ash, que significa «la primera de les ploraneres», en al·lusió al mateix tema.
A l'astronomia xinesa, η Ursae Majoris és coneguda com a 北斗 七 («la Setena Estrella del Cassó del Nord») o 摇 光 («l'Estrella de Resplandor rutilant»).
Sembla que els antics hebreus donaven el nom de Reysh en aquesta estrella, que significa el cap, perquè associaven aquest estel amb Miquel el cap dels angels.

## Característiques físiques
Benetnasch és una estrella blanca-blavosa de seqüència principal de tipus espectral B3V amb una temperatura efectiva d'uns 20.000  K. Situada a poc més de 100  anys llum de Sistema Solar, és una de les estrelles més calentes visibles a simple vista. La seva temperatura està just per sota del límit a partir del qual les estrelles emeten una important quantitat de raigs X com a conseqüència d'ones de xoc en els seus  vents estel·lars, per això, Benetnasch és només una font feble de raigs X. La seva lluminositat és més de 700 més gran que  la solar i la seva massa equival a unes 6  masses solars.
A diferència d'altres estrelles brillants de la constel, Benetnasch no és membre de l'associació estel·lar de l'Ossa Major; aquesta és un grup d'estrelles que es mouen per l'espai amb velocitats similars i que tenen un probable origen comú.